# Joe Reid
Joseph „Joe” Reid (ur. 17 marca 1905 w Leigh, zm. 8 lutego 1968 tamże) – brytyjski zapaśnik walczący w stylu wolnym. Olimpijczyk z Los Angeles 1932, gdzie zajął czwarte miejsce w kategorii 56 kg. Brązowy medalista mistrzostw Europy w 1933. Wicemistrz igrzysk Imperium Brytyjskiego w 1930 i trzeci w 1934, gdzie reprezentował Anglię.
Sześciokrotny mistrz kraju w: 1930-1935 (58 kg).
- Turniej w Los Angeles 1932

Pokonał Greka Jeorjosa Zerwinisa a przegrał z Finem Aatosem Jaskarim i Bobem Pearce’em z USA.